# كلارك ميلس
كلارك ميلس (بالإنجليزية: Clark Mills)‏ هو مهندس ومصمم أمريكي، ولد في 1915 في ميشيغان في الولايات المتحدة، وتوفي في 11 ديسمبر 2001 في كليرواتر في الولايات المتحدة.